# Svenska mästerskapen i tennis
Svenska mästerskap i tennis har spelats nästan varje år sedan 1898. Det tävlas både inomhus och utomhus i singel, dubbel, dam- och herr-klasser plus mixed dubbel.

## Historia
Det första officiella singel-mästerskapet kunde hållas inomhus 1898, utomhus 1902. 

## Svenska mästare genom tiderna

### Herrsingel, inomhus[1]
- 1898 Pontus Qvarnström
- 1899 Pontus Qvarnström
- 1900 Gunnar Setterwall
- 1901 Gunnar Setterwall
- 1902 Gunnar Setterwall
- 1903 Pontus Qvarnström
- 1904 Gunnar Setterwall
- 1905 Wollmar Boström
- 1906 Gunnar Setterwall
- 1907 Gunnar Setterwall
- 1908 Gunnar Setterwall
- 1909 Wollmar Boström
- 1910 Gunnar Setterwall
- 1911 Gunnar Setterwall
- 1912 Gunnar Setterwall
- 1913 Thorsten Grönfors
- 1914 Thorsten Grönfors
- 1915 Thorsten Grönfors
- 1916 Carl-Olof Nylén
- 1917 Olle Andersson
- 1918 Nils Åhlund
- 1919 Henning Müller
- 1920 Marcus Wallenberg
- 1921 Tore Åkerholm
- 1922 Allan Thorén
- 1923 John Söderström
- 1924 Henning Müller
- 1925 Henning Müller
- 1926 Marcus Wallenberg
- 1927 Curt Östberg
- 1928 Sune Malmström
- 1929 Sune Malmström
- 1930 Curt Östberg
- 1931 Curt Östberg
- 1932 Curt Östberg
- 1933 Curt Östberg
- 1934 Curt Östberg
- 1935 Sven Nyström
- 1936 ingen tävling
- 1937 Sigurd Karlborg
- 1938 Nils Rohlsson
- 1939 ingen tävling
- 1940 Elof Thorén
- 1941 Nils Rohlsson
- 1942 Karl Schröder
- 1943 Torsten Johansson
- 1944 Torsten Johansson
- 1945 Nils Rohlsson
- 1946 Lennart Bergelin
- 1947 Lennart Bergelin
- 1948 Lennart Bergelin
- 1949 ingen tävling
- 1950 Sven Davidson
- 1951 Torsten Johansson
- 1952 Torsten Johansson
- 1953 Sven Davidson
- 1954 Sven Davidson
- 1955 Lennart Bergelin
- 1956 Sven Davidson
- 1957 Ulf Schmidt
- 1958 Sven Davidson
- 1959 Ulf Schmidt
- 1960 Ulf Schmidt
- 1961 Ulf Schmidt
- 1962 Ulf Schmidt
- 1963 Jan-Erik Lundqvist
- 1964 Jan-Erik Lundqvist
- 1965 Jan-Erik Lundqvist
- 1966 Jan-Erik Lundqvist
- 1967 Jan-Erik Lundqvist
- 1968 Ove Bengtson
- 1969 Ove Bengtson
- 1970 Hans Nerell
- 1971 Ove Bengtson
- 1972 Håkan Zahr
- 1973 Tenny Svensson
- 1974 Björn Borg
- 1975 Douglas Palm
- 1976 Rolf Norberg
- 1977 Rolf Norberg
- 1978 Tenny Svensson
- 1979 Rolf Norberg
- 1980 Thomas Högstedt
- 1981 Hans Simonsson
- 1982 Jan Gunnarsson
- 1983 Stefan Simonsson
- 1984 Peter Lundgren
- 1985 Stefan Eriksson
- 1986 Stefan Eriksson
- 1987 Jan Gunnarsson
- 1988 Stefan Eriksson
- 1989 Per Henricsson
- 1990 Jan Gunnarsson
- 1991 Mikael Stadling
- 1992 Magnus Larsson
- 1993 Conny Falk
- 1994 Johan Donar
- 1995 Fredik Jönsson
- 1996 Johan Settergren
- 1997 Mats Norin

### Damsingel, inomhus[1]
- 1913 Sigrid Fick
- 1914 Sigrid Fick
- 1915 Sigrid Fick
- 1916 Lily Strömberg-von Essen
- 1917 Lily Strömberg-von Essen
- 1918 Margareta Cederschiöld
- 1919 Sigrid Fick
- 1920 Sigrid Fick
- 1921 Lily Strömberg-von Essen
- 1922 Lily Strömberg-von Essen
- 1923 Lily Strömberg-von Essen
- 1924 Sigrid Fick
- 1925 Sigrid Fick
- 1926 Sigrid Fick
- 1927 Sigrid Fick
- 1928 Sigrid Fick
- 1929 Sigrid Fick
- 1930 Sigrid Fick
- 1931 Eivor Aquilon
- 1932 Sigrid Fick
- 1933 Eivor Aquilon
- 1934 Eivor Aquilon
- 1935 Gull Roberg
- 1936 Ingen tävling
- 1937 Eivor Aquilon
- 1938 Mary Lagerborg
- 1939 Ingen tävling
- 1940 Inge Schröder
- 1941 Lilleba Hals
- 1942 Mary Lagerborg
- 1943 Lilleba Hals
- 1944 Birgit Gullbrandsson
- 1945 Mary Lagerborg
- 1946 Mary Lagerborg
- 1947 Birgit Gullbrandsson
- 1948 Alva Björk
- 1949 Ingen tävling
- 1950 Mary Lagerborg
- 1951 Birgit Gullbrandsson-Sandén
- 1952 Alva Björk
- 1953 Mary Lagerborg
- 1954 Alva Björk
- 1955 Solveig Gustafsson
- 1956 Solveig Gustafsson
- 1957 Alva Björk
- 1958 Birgit Sandén
- 1959 Ulla Hultkrantz
- 1960 Gudrun Rosin
- 1961 Katarina Frendelius
- 1962 Gudrun Rosin
- 1963 Gudrun Rosin
- 1964 Gudrun Rosin
- 1965 Christina Sandberg
- 1966 Christina Sandberg
- 1967 Katarina Frendelius-Bartholdsson
- 1968 Christina Sandberg
- 1969 Christina Sandberg
- 1970 Christina Sandberg
- 1971 Christina Sandberg
- 1972 Christina Sandberg
- 1973 Ingrid Bentzer
- 1974 Ingrid Bentzer
- 1975 Helena Anliot
- 1976 Ingrid Bentzer
- 1977 Margareta Forsgårdh
- 1978 Helena Anliot
- 1979 Lena Sandin
- 1980 Lotta Stenberg
- 1981 Åsa Flodin
- 1982 Elisabeth Ekblom
- 1983 Catrin Jexell
- 1984 Åsa Flodin
- 1985 Elisabeth Ekblom
- 1986 Elisabeth Ekblom
- 1987 Catrin Jexell
- 1988 Maria Strandlund
- 1989 Helena Dahlström
- 1990 Cecilia Dahlman
- 1991 Maria Lindström
- 1992 Cecilia Dahlman
- 1993 Åsa Carlsson (Svensson)
- 1994 Maria Wolfbrandt
- 1995 Åsa Carlsson (Svensson)
- 1996 Sofia Finér
- 1997 Maria Persson

### Herrsingel, utomhus[1]
Från och med sommaren 1998 utgör finalen av Sommartouren officiellt svenskt mästerskap utomhus
- 1902 Wollmar Boström
- 1903 Pontus Qvarnström
- 1904 Gunnar Setterwall
- 1905 Ingen tävling
- 1906 Hakon Leffler
- 1907 Hans Carling
- 1908 Gunnar Setterwall
- 1909 Wollmar Boström
- 1910 Frans Möller
- 1911 Charles Wennergren
- 1912 ingen tävling
- 1913 Charles Wennergren
- 1914 Charles Wennergren
- 1915 Charles Wennergren
- 1916 Carl-Olof Nylén
- 1917 Albert Lindqvist
- 1918 ingen tävling
- 1919 Sune Malmström
- 1920 Tävling ej slutförd
- 1921 Albert Lindqvist
- 1922 Albert Lindqvist
- 1923 Allan Thorén
- 1924 Sune Malmström
- 1925 Charles Wennergren
- 1926 Charles Wennergren
- 1927 Curt Östberg
- 1928 Curt Östberg
- 1929 Sune Malmström
- 1930 Curt Östberg
- 1931 Harry Ramberg
- 1932 Curt Östberg
- 1933 Harry Ramberg
- 1934 Curt Östberg
- 1935 Karl Schröder
- 1936 Sigurd Karlborg
- 1937 Sven Nyström
- 1938 Karl Schröder
- 1939 Karl Schröder
- 1940 Nils Rohlsson
- 1941 Karl Schröder
- 1942 Nils Rohlsson
- 1943 Stig Mårtensson
- 1944 Torsten Johansson
- 1945 Lennart Bergelin
- 1946 Sven Bramstång
- 1947 Lennart Bergelin
- 1948 Lennart Bergelin
- 1949 Torsten Johansson
- 1950 Lennart Bergelin
- 1951 Lennart Bergelin
- 1952 Torsten Johansson
- 1953 Sven Davidson
- 1954 Staffan Stockenberg
- 1955 Sven Davidson
- 1956 Sven Davidson
- 1957 Sven Davidson
- 1958 Sven Davidson
- 1959 Ulf Schmidt
- 1960 Sven Davidson
- 1961 Jan-Erik Lundqvist
- 1962 Jan-Erik Lundqvist
- 1963 Jan-Erik Lundqvist
- 1964 Jan-Erik Lundqvist
- 1965 Jan-Erik Lundqvist
- 1966 Jan-Erik Lundqvist
- 1967 Lars Ölander
- 1968 Ove Bengtson
- 1969 Håkan Zahr
- 1970 Håkan Zahr
- 1971 Tenny Svensson
- 1972 Björn Borg
- 1973 Björn Borg
- 1974 Kjell Johansson
- 1975 Rolf Norberg
- 1976 Kjell Johansson
- 1977 Birger Andersson
- 1978 Jan Källqvist
- 1979 Kjell Johansson
- 1980 Anders Järryd
- 1981 Anders Järryd
- 1982 Jörgen Windahl
- 1983 Anders Järryd
- 1984 Tomas Högstedt
- 1985 Ulf Stenlund
- 1986 Magnus Gustafsson
- 1998 Björn Rehnquist
- 1999 Jon Hedman
- 2000 Mikael Stadling
- 2001 Nicklas Timfjord
- 2002 Kalle Flygt
- 2003 Marcus Sarstrand
- 2004 Robin Brage
- 2005 Johan Settergren

### Damsingel, utomhus[1]
Från och med sommaren 1998 utgör finalen av Sommartouren officiellt svenskt mästerskap utomhus
- 1916 Lily Strömberg-von Essen
- 1917 Anna Nisser
- 1918 ingen tävling
- 1919 Sigrid Fick
- 1920 ingen tävling
- 1921 Lily Strömberg-von Essen
- 1922 Vera Bendz
- 1923 Sigrid Fick
- 1924 Vera Bendz
- 1925 Sigrid Fick
- 1926 Sigrid Fick
- 1927 Sigrid Fick
- 1928 Sigrid Fick
- 1929 Sigrid Fick
- 1930 Sigrid Fick
- 1931 Sigrid Fick
- 1932 Sigrid Fick
- 1933 Gull Roberg
- 1934 Signy Wennerholm
- 1935 Gull Roberg
- 1936 Karin Forsell
- 1937 Gull Roberg
- 1938 Birgit Gullbrandsson
- 1939 Birgit Gullbrandsson
- 1940 Lilleba Hals
- 1941 Mary Lagerborg
- 1942 Mary Lagerborg
- 1943 Mary Lagerborg
- 1944 Birgit Gullbrandsson
- 1945 Alva Björk
- 1946 Mary Lagerborg
- 1947 Lilleba Hals-Klofsten
- 1948 Birgit Gullbrandsson
- 1949 Birgit Gullbrandsson
- 1950 Birgit Gullbrandsson
- 1951 Birgit Gullbrandsson-Sandén
- 1952 Birgit Gullbrandsson-Sandén
- 1953 Birgit Gullbrandsson-Sandén
- 1954 Birgit Gullbrandsson-Sandén
- 1955 Birgit Gullbrandsson-Sandén
- 1956 Solveig Gustafsson
- 1957 Solveig Gustafsson
- 1958 Birgit Gullbrandsson-Sandén
- 1959 Gudrun Rosin
- 1960 Gudrun Rosin
- 1961 Gudrun Rosin
- 1962 Katarina Frendelius
- 1963 Ulla Sandulf
- 1964 Christina Sandberg
- 1965 Christina Sandberg
- 1966 Christina Sandberg
- 1967 Christina Sandberg
- 1968 Christina Sandberg
- 1969 Christina Sandberg
- 1970 Christina Sandberg
- 1971 Ingrid Bentzer
- 1972 Christina Sandberg
- 1973 Isabelle Larsson
- 1974 Margareta Strandberg-Forsgårdh
- 1975 Christina Sandberg
- 1976 Helena Anliot
- 1977 Margareta Forsgårdh
- 1978 Elisabeth Ekblom
- 1979 Lena Sandin
- 1980 Lena Sandin
- 1981 Berit Björk
- 1982 Lena Sandin
- 1983 Karin Schultz
- 1984 Carina Karlsson
- 1985 Maria Lindström
- 1986 Elisabeth Ekblom
- 1998 Helena Nordwall
- 1999 Sofia Arvidsson
- 2000 Nina Wennerström
- 2001 Annika Bengtsson
- 2002 Nina Wennerström
- 2003 Anna Eriksson
- 2004 Johanna Larsson
- 2005 Diana Eriksson

### Herrdubbel, inomhus
Från och med 1999 utgör Dubbel-SM officiellt svenskt mästerskap inomhus
- 1910 Thorsten Grönfors/Frans Möller
- 1911 Thorsten Grönfors/Frans Möller
- 1912 Wollmar Boström/Gunnar Setterwall
- 1913 Thorsten Grönfors/Frans Möller
- 1914 Thorsten Grönfors/Frans Möller
- 1915 Carl-Olof Nylén/Charles Wennergren
- 1916 Folke Hallengren/Carl-Olof Nylén
- 1917 Folke Hallengren/Carl-Olof Nylén
- 1918 Sune Almqvist/Lennart Silfverstolpe
- 1919 Sune Almqvist/Lennart Silfverstolpe
- 1920 Einar Svedfeldt/Tore Åkerholm
- 1921 Henning Müller/Erik Wennergren
- 1922 Olle Andersson/Arthur Lehman
- 1923 Gunnar Setterman/Erik Wennergren
- 1924 Henning Müller/Erik Wennergren
- 1925 Olle Andersson/Carl-Olof Nylén
- 1926 Sune Malmström/Marcus Wallenberg
- 1927 Ingvar Garell/John Söderström
- 1928 Sune Malmström/Henning Müller
- 1929 Harry Ramberg/Curt Östberg
- 1930 Harry Ramberg/Curt Östberg
- 1931 Harry Ramberg/Curt Östberg
- 1932 Harry Ramberg/Curt Östberg
- 1933 Harry Ramberg/Curt Östberg
- 1934 Ingvar Garell/Karl Schröder
- 1935 Stig Fredell/Torkel Göransson
- 1936 Ingen tävling
- 1937 Ingvar Garell/Nils Rohlsson
- 1938 Nils Rohlsson/Elof Thorén
- 1939 Ingen tävling
- 1940 Stig Mårtensson/Curt Östberg
- 1941 Nils Rohlsson/Curt Östberg
- 1942 Morgan Hultman/Karl Schröder
- 1943 Nils Rohlsson/Curt Östberg
- 1944 Nils Rohlsson/Curt Östberg
- 1945 Åke Eliaeson/Börje Fornstedt
- 1946 Lennart Bergelin/Torsten Örnberg
- 1947 Lennart Bergelin/Torsten Johansson
- 1948 Åke Eliaeson/Börje Fornstedt
- 1949 Ingen tävling
- 1950 Åke Eliaeson/Börje Fornstedt
- 1951 Thorsten Johansson/Nils Rohlsson
- 1952 Thorsten Johansson/Nils Rohlsson
- 1953 Sven Davidson/Åke Eliaeson
- 1954 Sven Davidson/Nils Rohlsson
- 1955 Bengt Axelsson/Sven Davidson
- 1956 Bengt Axelsson/Ulf Schmidt
- 1957 Sven Davidson/Ulf Schmidt
- 1958 Gustav Cavalli/Sven Davidson
- 1959 Sven Davidson/Ulf Schmidt
- 1960 Jan-Erik Lundqvist/Ulf Schmidt
- 1961 Birger Folke/Christer Holm
- 1962 Martin Carlstein/Thomas Hallberg
- 1963 Jan Josefsson/Jan-Erik Lundqvist
- 1964 Ingemar Ingvarson/Jan-Erik Lundqvist
- 1965 Bo Holmström/Lars Ölander
- 1966 Bo Holmström/Lars Ölander
- 1967 Christer Holm/Bo Holmström
- 1968 Kenneth Andersson/Ove Bengtson
- 1969 Bo Holmström/Lars Ölander
- 1970 Per Jemsby/Lars Ölander
- 1971 Ove Bengtson/Hans Nerell
- 1972 Terje Larsen/Rolf Norberg
- 1973 Terje Larsen/Rolf Norberg
- 1974 Björn Borg/Kjell Johansson
- 1975 Birger Andersson/Tenny Svensson
- 1976 Ove Bengtson/Rolf Norberg
- 1977 Birger Andersson/Tenny Svensson
- 1978 Jan-Erik Palm/Stefan Svensson
- 1979 Per Hjertquist/Rolf Norberg
- 1980 Per Hjertquist/Douglas Palm
- 1981 Tom Henriksen/Anders Järryd
- 1982 Jan Källqvist/Tenny Svensson
- 1983 Per Hjertquist/Stefan Simonsson
- 1984 Thomas Högstedt/Jörgen Windahl
- 1985 Peter Lundgren/Jan Sandberg
- 1986 Ola Malmqvist/Mikael Pernfors
- 1987 Ronnie Båthman/Jan Gunnarsson
- 1988 Jan Apell/David Engel
- 1989 Peter Svensson/Jörgen Windahl
- 1990 Jan Apell/Peter Nyborg
- 1991 Per Henricsson/Ola Jönsson
- 1992 Jan Gunnarsson/Magnus Larsson
- 1993 Thomas Carlsson/Krister Wedenby
- 1994 Johan Carlsson/Jona Donar
- 1995 Andreas Ehrnwall/Hans-Birger Nordström
- 1996 Henrik Andersson/Martin Sjökvist
- 1997 Mikael Määtä/Pontus Träff
- 1999 Jonas Fröberg/Robert Lindstedt
- 2000 Johan Brunström/Johan Karlsson
- 2001 Eric Claesson/Peter Oredsson
- 2002 Anders Pålsson/Daniel Schalén
- 2003 Robert Lindstedt/Fredrik Lovén
- 2004 Rickard Holmström/Christian Johansson
- 2005 Paul Ciorascu/Alexander Hartman

### Herrdubbel, utomhus
- 1916 Carl-Olof Nylén/Charles Wennergren
- 1917 Albert Lindqvist/Nils Lindqvist
- 1918 ingen tävling
- 1919 Ingvar Garell/Bertil Strömberg
- 1920 Tävlingen avbröts
- 1921 Albert Lindqvist/Erik Wennergren
- 1922 Knut Larsson/Albert Lindqvist
- 1923 Olle Andersson/Allan Thorén
- 1924 Albert Lindqvist/Carl Nycander
- 1925 Knut Larsson/Sune Malmström
- 1926 John Söderström/Charles Wennergren
- 1927 Harry Ramberg/Curt Östberg
- 1928 Harry Ramberg/Curt Östberg
- 1929 Harry Ramberg/Curt Östberg
- 1930 Harry Ramberg/Curt Östberg
- 1931 Harry Ramberg/Curt Östberg
- 1932 Harry Ramberg/Curt Östberg
- 1933 Harry Ramberg/Curt Östberg
- 1934 Ingvar Garell/Karl Schröder
- 1935 Ingvar Garell/Karl Schröder
- 1936 Ingvar Garell/Curt Östberg
- 1937 Ingvar Garell/Nils Rohlsson
- 1938 Ingvar Garell/Karl Schröder
- 1939 Ingvar Garell/Karl Schröder
- 1940 Nils Rohlsson/Curt Östberg
- 1941 Nils Rohlsson/Curt Östberg
- 1942 Nils Rohlsson/Curt Östberg
- 1943 Nils Rohlsson/Curt Östberg
- 1944 Lennart Bergelin/Torsten Johansson
- 1945 Lennart Bergelin/Torsten Örnberg
- 1946 Curt Lincoln/Nils Rohlsson
- 1947 Lennart Bergelin/Torsten Örnberg
- 1948 Lennart Bergelin/Torsten Johansson
- 1949 Lennart Bergelin/Sven Davidson
- 1950 Nils Rohlsson/Staffan Stockenberg
- 1951 Lennart Bergelin/Sven Davidson
- 1952 Torsten Johansson/Nils Rohlsson
- 1953 Torsten Johansson/Nils Rohlsson
- 1954 Lennart Bergelin/Sven Davidson
- 1955 Sven Davidson/Torsten Johansson
- 1956 Sven Davidson/Torsten Johansson
- 1957 Kurt Davidson/Sven Davidson
- 1958 Sven Davidson/Ulf Schmidt
- 1959 Jan-Erik Lundqvist/Ulf Schmidt
- 1960 Jan-Erik Lundqvist/Ulf Schmidt
- 1961 Jan-Erik Lundqvist/Ulf Schmidt
- 1962 Ingemar Ingvarson/Torsten Johansson
- 1963 Jan Josefsson/Jan-Erik Lundqvist
- 1964 Kenneth Andersson/Ove Bengtson
- 1965 Christer Holm/Bo Holmström
- 1966 Christer Holm/Lars Ölander
- 1967 Kenneth Andersson/Ove Bengtson
- 1968 Bo Holmström/Lars Ölander
- 1969 Ove Bengtson/Hans Nerell
- 1970 Ove Bengtson/Hans Nerell
- 1971 Ove Bengtson/Hans Nerell
- 1972 Kjell Johansson/Leif Johansson
- 1973 Björn Borg/Tenny Svensson
- 1974 Birger Andersson/Tenny Svensson
- 1975 Kenneth Andersson/Mats Olsson
- 1976 Leif Johansson/Terje Larsen
- 1977 Birger Andersson/Tenny Svensson
- 1978 Ulf Eriksson/Jan Källqvist
- 1979 Ulf Eriksson/Kjell Johansson
- 1980 Tom Henriksen/Anders Järryd
- 1981 Tom Henriksen/Anders Järryd
- 1982 Jan Källqvist/Tenny Svensson
- 1983 Anders Järryd/Stefan Svensson
- 1984 Christer Allgårdh/Roger Löfqvist
- 1985 Ronnie Båthman/Jan Gunnarsson
- 1986 Jonas Eneberg/Lars-Anders Wahlgren

### Damdubbel, inomhus
Från och med 1999 utgör Dubbel-SM officiellt svenskt mästerskap inomhus.
- 1923 Maggi Lindberg/Lily Strömberg-von Essen
- 1924 Margareta Cederschiöld/Sigrid Frick
- 1925 Margareta Cederschiöld/Sigrid Frick
- 1926 Margareta Cederschiöld/Maggi Lindberg
- 1927 Ingen tävling
- 1928 Sigrid Frick/Ada Nilsson
- 1929 Sigrid Frick/Ada Nilsson
- 1930 Eyvor Aquilon/Sigrid Frick
- 1931 Eyvor Aquilon/Sigrid Frick
- 1932 Eyvor Aquilon/Sigrid Frick
- 1933 Eyvor Aquilon/Sigrid Frick
- 1934 Eyvor Aquilon/Gull Roberg
- 1935 Eyvor Aquilon/Gull Roberg
- 1936 Ingen tävling
- 1937 Eyvor Aquilon/Britt Carlgren
- 1938 Gerd Pettersson/Marianne Wittenström
- 1939 Ingen tävling
- 1940 Birgit Gullbrandsson/Kerstin Nilsson
- 1941 Mary Lagerborg/Ingrid Svan
- 1942 Birgit Gullbrandsson/Kerstin Nilsson
- 1943 Alva Björk/Kerstin Nilsson
- 1944 Ingrid Eggert/Mary Lagerborg
- 1945 Alva Björk/Kerstin Nilsson
- 1946 Britt Carlgren/Mary Lagerborg
- 1947 Ingrid Eggert/Mary Lagerborg
- 1948 Ingrid Eggert/Ingrid Svan
- 1949 Ingen tävling
- 1950 Ingrid Eggert/Mary Lagerborg
- 1951 Solveig Gustafsson/Lilleba Hals-Klofsten
- 1952 Lilleba Klofsten/Mary Lagerborg
- 1953 Birgit Gullbrandsson-Sandén/Solveig Gustafsson
- 1954 Alva Björk/Solveig Gustafsson
- 1955 Alva Björk/Margareta Bönström
- 1956 Solveig Gustafsson/Gudrun Johnson
- 1957 Alva Björk/Lilleba Hals-Klofsten
- 1958 Birgit Gullbrandsson-Sandén/Ulla Hultkrantz
- 1959 Mary Lagerborg-Bäckström/Gudrun Rosin
- 1960 Agneta Björk/Annika Nydéus
- 1961 Gudrun Rosin/Ulla Sandulf
- 1962 Katarina Bartholdson/Gudrun Rosin
- 1963 Gudrun Rosin/Ulla Sandulf
- 1964 Katarina Bartholdson/Gudrun Rosin
- 1965 Gudrun Rosin/Ulla Sandulf
- 1966 Katarina Bartholdson/Christina Sandberg
- 1967 Gudrun Rosin/Ulla Sandulf
- 1968 Annika Nydéus/Christina Sandberg
- 1969 Christina Sandberg/Margareta Strandberg
- 1970 Christina Sandberg/Margareta Strandberg
- 1971 Ingrid Bentzer/Christina Sandberg
- 1972 Ingrid Bentzer/Christina Sandberg
- 1973 Ingrid Bentzer/Christina Sandberg
- 1974 Helena Anliot/Isabelle Larsson
- 1975 Ingrid Bentzer/Mimi Wikstedt
- 1976 Helena Anliot/Margareta Forsgårdh
- 1977 Helena Anliot/Nina Bohm
- 1978 Margareta Forsgårdh/Mimi Wikstedt
- 1979 Nina Bohm/Elisabeth Ekblom
- 1980 Ingrid Bentzer/Lotta Stenberg
- 1981 Åsa Flodin/Lena Jacobsson
- 1982 Stina Almgren/Berit Björk
- 1983 Åsa Flodin/Karin Schultz
- 1984 Lena Jacobsson/Karin Schultz
- 1985 Stina Almgren/Anneli Björk
- 1986 Lena Jacobsson/Karin Schultz
- 1987 Catrin Jexell/Lena Sandin
- 1988 Jonna Jonerup/Maria Strandlund
- 1989 Helen Jonsson/Malin Nilsson
- 1990 Maria Ekstrand/Jonna Jonerup
- 1991 Catarina Lindqvist/Maria Lindström
- 1992 Åsa Carlsson (Svensson)/Cecilia Dahlman
- 1993 Maria Ekstrand/Maria Lindström
- 1994 Maria Ekstrand/Eva-Lena Olsson
- 1995 Annica Lindstedt/Anna-Karin Svensson
- 1996 Annica Lindstedt/Anna-Karin Svensson
- 1999 Frida Engblom/Erika Olsson
- 2000 Frida Engblom/Erika Olsson
- 2001 Kristina Järkenstedt/Helena Norfeldt
- 2002 Kristina Järkenstedt/Helena Norfeldt
- 2003 Kristina Järkenstedt/Helena Norfeldt
- 2004 Mari Andersson/Cora Vasilescu
- 2005 Malin Grimshorn/Ann-Marie Modric

### Damdubbel, utomhus
- 1923 Eina Ekman/Sigrid Frick
- 1924 Vera Bendz/Ebba Vernersson
- 1925 Erna Ekman/Elsa Magnusson
- 1926 Erna Ekman/Sigrid Frick
- 1927 Sigrid Frick/Lily Strömberg-von Essen
- 1928 Sigrid Frick/Signy Wennerholm
- 1929 Sigrid Frick/Lily Strömberg-von Essen
- 1930 Sigrid Frick/Lily Strömberg-von Essen
- 1931 Sigrid Frick/Signy Wennerholm
- 1932 Sigrid Frick/Gull Roberg
- 1933 Britt Bellander/Märta Isaeus
- 1934 Britt Bellander/Märta Isaeus
- 1935 Gull Roberg/Tickan Thomasson
- 1936 Gull Roberg/Signy Wennerholm
- 1937 Karin Forsell/Gull Roberg
- 1938 Birgit Gullbrandsson/Mary Lagerborg
- 1939 Britt Carlgren/Gull Roberg
- 1940 Birgit Gullbrandsson/Kerstin Nilsson
- 1941 Birgit Gullbrandsson/Kerstin Nilsson
- 1942 Birgit Gullbrandsson/Ingrid Lundberg
- 1943 Birgit Gullbrandsson/Ingrid Lundberg
- 1944 Birgit Gullbrandsson/Gull Roberg-Edgren
- 1945 Birgit Gullbrandsson/Eva Lindgren
- 1946 Birgit Gullbrandsson/Eva Lindgren
- 1947 Britt Carlgren/Meta Eliaeson
- 1948 Birgit Gullbrandsson/Ann-Cathrine Lindholm
- 1949 Birgit Gullbrandsson/Lilleba Hals-Klofsten
- 1950 Ingrid Eggert/Mary Lagerborg
- 1951 Lilleba Klofsten/Mary Lagerborg
- 1952 Birgit Gullbrandsson-Sandén/Solveig Gustafsson
- 1953 Alva Björk/Solveig Gustafsson
- 1954 Birgit Gullbrandsson-Sandén/Mary Lagerborg
- 1955 Birgit Gullbrandsson-Sandén/Solveig Gustafsson
- 1956 Alva Björk/Solveig Gustafsson
- 1957 Alva Björk/Solveig Gustafsson
- 1958 Birgit Gullbrandsson-Sandén/Gudrun Rosin
- 1959 Solveig Gustafsson/Gudrun Rosin
- 1960 Mary Lagerborg/Gudrun Rosin
- 1961 Gudrun Rosin/Ulla Sandulf
- 1962 Ann-Mari Almgren/Katarina Frendelius
- 1963 Gudrun Rosin/Ulla Sandulf
- 1964 Eva Lundqvist/Ingrid Löfdahl (Bentzer)
- 1965 Katarina Bartholdson/Christina Sandberg
- 1966 Katarina Bartholdson/Christina Sandberg
- 1967 Katarina Bartholdson/Christina Sandberg
- 1968 Christina Sandberg/Margareta Strandberg (Forsgårdh)
- 1969 Ingrid Löfdahl-Bentzer/Gudrun Rosin
- 1970 Ingrid Bentzer/Christina Sandberg
- 1971 Eva Lundquist-Wennerström/Margareta Strandberg
- 1972 Ingrid Bentzer/Christina Sandberg
- 1973 Isabelle Larsson/Mimi Wikstedt
- 1974 Ingrid Bentzer/Mimi Wikstedt
- 1975 Helena Anliot/Margareta Forsgårdh
- 1976 Elisabeth Ekblom/Christina Sandberg
- 1977 Helena Anliot/Nina Bohm
- 1978 Ingrid Bentzer/Lotta Stenberg
- 1979 Nina Bohm/Elisabeth Ekblom
- 1980 Helena Anliot/Lena Sandin
- 1981 Catarina Lindqvist/Maria Lindström
- 1982 Åsa Flodin/Karin Schultz
- 1983 Berit Björk/Mimi Wikstedt
- 1984 Elisabeth Ekblom/Catarina Lindqvist
- 1985 Carina Karlsson/Karolina Karlsson
- 1986 Anna Brunström/Camilla Öhrman

### Mixed dubbel, inomhus
- 1916 Folke Hallengren/Edit Arnheim
- 1917 Curt Benckert/Margareta Cederschiöld
- 1918 Carl Erik von Braun/Elin Thörnsten
- 1919 Henning Müller/Sigrid Frick
- 1920 Marcus Wallenberg/Lily Strömberg-von Essen
- 1921 Henning Müller/Lily Strömberg-von Essen
- 1922 Olle Andersson/Anne-Marie Strandberg
- 1923 Allan Thorén/Elsa Magnusson
- 1924 Henning Müller/Sigrid Frick
- 1925 Reinhold Weyland/Sigrid Frick
- 1926 Reinhold Weyland/Sigrid Frick
- 1927 Ingvar Garell/Sigrid Frick
- 1928 Henning Müller/Sigrid Frick
- 1929 Henning Müller/Sigrid Frick
- 1930 Curt Östberg/Sigrid Frick
- 1931 Curt Östberg/Sigrid Frick
- 1932 Curt Östberg/Sigrid Frick
- 1933 Harry Ramberg/Eyvor Aquilon
- 1934 Curt Östberg/Märta Isaeus
- 1935 Curt Östberg/Eyvor Aquilon
- 1936 Ingvar Garell/Gull Roberg
- 1937 Nils Rohlsson/Ingrid Svan
- 1938 Nils Rohlsson/Mary Lagerborg
- 1939 Ingen tävling
- 1940 Stig Mårtensson/Kerstin Nilsson
- 1941 Curt Östberg/Birgit Gullbrandsson
- 1942 Åke Eliaeson/Ingrid Lundberg
- 1943 Torsten Johansson/Lilleba Hals
- 1944 Nils Rohlsson/Mary Lagerborg
- 1945 Lennart Bergelin/Birgit Gullbrandsson
- 1946 Torsten Johansson/Alva Björk
- 1947 Nils Rohlsson/Ingrid Eggert
- 1948 Nils Rohlsson/Ingrid Eggert
- 1949 Ingen tävling
- 1950 Börje Fornstedt/Mary Lagerborg
- 1951 Torsten Johansson/Birgit Gullbrandsson-Sandén
- 1952 Torsten Johansson/Alva Björk
- 1953 Torsten Johansson/Birgit Gullbrandsson-Sandén
- 1954 Sven Davidson/Lilleba Hals-Klofsten
- 1955 Percy Rosberg/Gudrun Johnson
- 1956 Percy Rosberg/Gudrun Johnson
- 1957 Percy Rosberg/Gudrun Johnson
- 1958 Sven Davidson/Martine Zacharias
- 1959 Jan Josefsson/Mary Lagerborg-Bäckström
- 1960 Jan Josefsson/Mary Lagerborg-Bäckström
- 1961 Tomas Hallberg/Gudrun Rosin
- 1962 Birger Folke/Katarina Frendelius
- 1963 Ingemar Ingvarson/Martine Zacharias
- 1964 Bo Holmström/Ulla Sandulf
- 1965 Bo Larsson/Gudrun Rosin
- 1966 Birger Folke/Christina Sandberg
- 1967 Jan-Erik Lundqvist/Gudrun Rosin
- 1968 Birger Folke/Christina Sandberg
- 1969 Hans Nerell/Margareta Strandberg
- 1970 Lars Ölander/Christina Sandberg
- 1971 Per Jemsby/Christina Sandberg
- 1972 Håkan Zahr/Ingrid Bentzer
- 1973 Björn Borg/Margareta Strandberg
- 1974 Kjell Johansson/Margareta Strandberg
- 1975 Kjell Johansson/Helena Anliot
- 1976 Douglas Palm/Ingrid Bentzer
- 1977 Kjell Johansson/Helena Anliot
- 1978 Tenny Svensson/Elisabeth Ekblom
- 1979 Olle Palmér/Nina Bohm
- 1980 Douglas Palm/Anna-Carin Månsson
- 1981 Magnus Tideman/Helena Olsson
- 1982 Pelle Larsson/Åsa Flodin
- 1983 Jörgen Windahl/Karin Schultz
- 1984 Jörgen Windahl/Karin Schultz
- 1985 Ronnie Båthman/Carina Karlsson
- 1986 Jörgen Windahl/Karin Schultz
- 1987 Jörgen Windahl/Karin Schultz
- 1988 Ulf Stenlund/Anna-Karin Olsson
- 1989 Jörgen Windahl/Karin Schultz

### Mixed dubbel, utomhus
- 1916 Carl-Olof Nylén/Lily Strömberg-von Essen
- 1917 Albert Lindqvist/Anna Nisser
- 1918 Ingen tävling
- 1919 Henning Müller/Sigrid Frick
- 1920 Tävlingen avbröts
- 1921 Erik Wennergren/Lily Strömberg-von Essen
- 1922 Albert Lindqvist/Vera Bendz
- 1923 Henning Müller/Lily Strömberg-von Essen
- 1924 Sune Malmström/Vera Bendz
- 1925 Sune Malmström/Vera Bendz
- 1926 John Söderström/Sigrid Frick
- 1927 Charles Wennergren/Sigrid Frick
- 1928 Henning Müller/Sigrid Frick
- 1929 Henning Müller/Sigrid Frick
- 1930 Curt Östberg/Sigrid Frick
- 1931 Curt Östberg/Sigrid Frick
- 1932 Curt Östberg/Sigrid Frick
- 1933 Curt Östberg/Sigrid Frick
- 1934 Reinhold Weyland/Gull Roberg
- 1935 Erik Carlgren/Britt Bellander
- 1936 Sven Nyström/Märta Isaeus
- 1937 Ingvar Garell/Gull Roberg
- 1938 Åke Wallén/Mary Lagerborg
- 1939 Torkel Göransson/Ingrid Lundberg
- 1940 Nils Rohlsson/Gull Roberg
- 1941 Curt Östberg/Birgit Gullbrandsson
- 1942 Stig Mårtensson/Birgit Gullbrandsson
- 1943 Torsten Johansson/Lilleba Hals
- 1944 Lennart Bergelin/Birgit Gullbrandsson
- 1945 Stig Mårtensson/Mary Lagerborg
- 1946 Börje Fornstedt/Mary Lagerborg
- 1947 Nils Rohlsson/Ingrid Lundberg-Eggert
- 1948 Torsten Johansson/Birgit Gullbrandsson
- 1949 Torsten Johansson/Birgit Gullbrandsson
- 1950 Nils Rohlsson/Birgit Gullbrandsson-Sandén
- 1951 Åke Eliaeson/Mary Lagerborg
- 1952 Nils Rohlsson/Birgit Gullbrandsson-Sandén
- 1953 Börje Fornstedt/Mary Lagerborg
- 1954 Torsten Johansson/Birgit Gullbrandsson-Sandén
- 1955 Torsten Johansson/Birgit Gullbrandsson-Sandén
- 1956 Torsten Johansson/Birgit Gullbrandsson-Sandén
- 1957 Percy Rosberg/Gudrun Rosin
- 1958 Jan Josefsson/Mary Lagerborg-Bäckström
- 1959 Torsten Johansson/Birgit Gullbrandsson-Sandén
- 1960 Torsten Johansson/Gudrun Rosin
- 1961 Birger Folke/Ulla Sandulf
- 1962 Torsten Johansson/Ulla Sandulf
- 1963 Torsten Johansson/Ann-Marie Almgren
- 1964 Birger Folke/Christina Sandberg
- 1965 Birger Folke/Christina Sandberg
- 1966 Lars Ölander/Christina Sandberg
- 1967 Bo Holmström/Eva Lundquist (Wenneström)
- 1968 Lars Ölander/Christina Sandberg
- 1969 Håkan Zahr/Ingrid Bentzer
- 1970 Per Jemsby/Christina Sandberg
- 1971 Per Jemsby/Christina Sandberg
- 1972 Håkan Zahr/Ingrid Bentzer
- 1973 Björn Borg/Helena Anliot
- 1974 Kjell Johansson/Helena Anliot
- 1975 Olle Palmér/Margareta Forsgårdh
- 1976 Kjell Johansson/Helena Anliot
- 1977 Tenny Svennsson/Helena Anliot
- 1978 Olle Palmér/Elisabeth Ekblom
- 1979 Tenny Svensson/Elisabeth Ekblom
- 1980 Jan Källqvist/Lena Jacobsson
- 1981 Douglas Palm/Mimi Wikstedt
- 1982 Tenny Svensson/Åsa Flodin
- 1983 Jörgen Windahl/Karin Schultz
- 1984 Ronnie Båthman/Carina Karlsson
- 1985 Ronnie Båthman/Carina Karlsson
- 1986 David Engel/Mimi Wikstedt